# Lijst van Dancesmashes in 2012
Deze hits waren in 2012 Dancesmash op Radio 538:
| Nr. | Bekendgemaakt op | Artiest                                                                                        | Titel                                                                                          | Hoogste positie in Top 40                                                                      |
| --- | ---------------- | ---------------------------------------------------------------------------------------------- | ---------------------------------------------------------------------------------------------- | ---------------------------------------------------------------------------------------------- |
| 922 | 6 januari        | Flo Rida ft. Sia                                                                               | Wild ones                                                                                      | 7                                                                                              |
| 923 | 13 januari       | R.I.O. ft. U-Jean                                                                              | Animal                                                                                         | 26                                                                                             |
| 924 | 20 januari       | Hardwell                                                                                       | Cobra (Official Energy anthem 2012)                                                            | 35                                                                                             |
| 925 | 27 januari       | Ian Carey & Rosette ft. Timbaland & Brasco                                                     | Amnesia                                                                                        | 31                                                                                             |
| 926 | 3 februari       | LMFAO                                                                                          | Sorry for party rocking                                                                        | tip2                                                                                           |
| 927 | 10 februari      | Michael Calfan                                                                                 | Resurrection                                                                                   | tip2                                                                                           |
| 928 | 17 februari      | DJ Fresh ft. Rita Ora                                                                          | Hot right now                                                                                  | 11                                                                                             |
| 929 | 24 februari      | Sebastian Ingrosso & Alesso ft Ryan Tedder                                                     | Calling (Lose my mind)                                                                         | 38                                                                                             |
| 930 | 2 maart          | Bingo Players & Heather Bright                                                                 | Don't blame the party (Mode)                                                                   | 34                                                                                             |
| 931 | 9 maart          | Redlight                                                                                       | Get out my head                                                                                | tip2                                                                                           |
| 932 | 16 maart         | Azealia Banks ft. Lazy Jay                                                                     | 212                                                                                            | 14                                                                                             |
| 933 | 23 maart         | Bob Sinclar ft. Pitbull, Dragonfly & Fatman Scoop                                              | Rock the boat                                                                                  | 33                                                                                             |
| 934 | 30 maart         | Swedish House Mafia                                                                            | Greyhound                                                                                      | 18                                                                                             |
| 935 | 6 april          | Basto & Yves V                                                                                 | Cloudbreaker                                                                                   | 24                                                                                             |
| 936 | 13 april         | David Guetta ft. Chris Brown & Lil Wayne                                                       | I can only imagine                                                                             | tip4                                                                                           |
| 937 | 20 april         | Rihanna                                                                                        | Where have you been                                                                            | 12                                                                                             |
| 938 | 27 april         | Calvin Harris ft. Ne-Yo                                                                        | Let's go                                                                                       | 27                                                                                             |
| 939 | 4 mei            | Sander van Doorn                                                                               | Chasin' (In the city)                                                                          | tip2                                                                                           |
| 940 | 11 mei           | Armin van Buuren                                                                               | We are here to make some noise                                                                 | 23                                                                                             |
| 941 | 18 mei           | Jochen Miller                                                                                  | Leap of faith (Emporium 2012 anthem)                                                           | tip5                                                                                           |
| 942 | 25 mei           | WTF!                                                                                           | Da bop                                                                                         | 2                                                                                              |
| 943 | 1 juni           | Hardwell ft. Mitch Crown                                                                       | Call me a spaceman                                                                             | 33                                                                                             |
| 944 | 8 juni           | Tacabro                                                                                        | Tacata'                                                                                        | 3                                                                                              |
| 945 | 15 juni          | Far East Movement ft. Cover Drive                                                              | Turn up the love                                                                               | 12                                                                                             |
| 946 | 22 juni          | R.I.O. ft. Nicco                                                                               | Party shaker                                                                                   | 20                                                                                             |
| 947 | 29 juni          | Alex Gaudino                                                                                   | Chinatown                                                                                      | tip2                                                                                           |
| 948 | 6 juli           | Quintino & MOTi                                                                                | Circuits                                                                                       | tip11                                                                                          |
| 949 | 13 juli          | Ivan Gough & Feenixpawl ft. Georgi Kay                                                         | In my mind (Axwell remix)                                                                      | 37                                                                                             |
| 950 | 20 juli          | Otto Knows                                                                                     | Million Voices                                                                                 | 5                                                                                              |
| 951 | 27 juli          | Sander van Doorn ft. Mayaeni                                                                   | Nothing inside                                                                                 | 27                                                                                             |
| 952 | 3 augustus       | Afrojack                                                                                       | Rock the house                                                                                 | 17                                                                                             |
| 953 | 10 augustus      | Asaf Avidan                                                                                    | One day / Reckoning song (Wankelmut rmx)                                                       | 1(6wk)                                                                                         |
| 954 | 17 augustus      | Swedish House Mafia ft. John Martin                                                            | Don't you worry child                                                                          | 5                                                                                              |
| 955 | 24 augustus      | Cash Cash                                                                                      | Michael Jackson (The beat goes on)                                                             | 24                                                                                             |
| 956 | 31 augustus      | Calvin Harris ft. Example                                                                      | We'll be coming back                                                                           | 30                                                                                             |
| 957 | 7 september      | Porter Robinson                                                                                | Language                                                                                       | Geen notering                                                                                  |
| 958 | 14 september     | Avicii vs. Lenny Kravitz                                                                       | Superlove                                                                                      | 15                                                                                             |
| 959 | 21 september     | Sharon Doorson                                                                                 | Fail in love                                                                                   | 14                                                                                             |
| 960 | 28 september     | Netsky                                                                                         | Love has gone                                                                                  | tip6                                                                                           |
| 961 | 5 oktober        | Alesso ft. Matthew Koma                                                                        | Years                                                                                          | tip1                                                                                           |
| 962 | 12 oktober       | Sidney Samson ft. will.i.am                                                                    | Better than yesterday                                                                          | tip2                                                                                           |
| 963 | 19 oktober       | Gold 1 ft. Bruno Mars & Jaeson Ma                                                              | This is my love                                                                                | 31                                                                                             |
| 964 | 26 oktober       | Calvin Harris ft. Florence Welch                                                               | Sweet nothing                                                                                  | 22                                                                                             |
| 965 | 2 november       | Eric Prydz                                                                                     | Everyday                                                                                       | tip2                                                                                           |
| 966 | 9 november       | David Guetta ft. Taped Rai                                                                     | Just one last time                                                                             | 35                                                                                             |
| 967 | 16 november      | Burns                                                                                          | Lies (Otto Knows remix)                                                                        | 36                                                                                             |
| 968 | 23 november      | Wildstylez ft. Niels Geusebroek                                                                | Year of summer                                                                                 | 3                                                                                              |
| 969 | 30 november      | Showtek & Justin Prime                                                                         | Cannonball                                                                                     | 5                                                                                              |
| 970 | 7 december       | Bingo Players & Far East Movement                                                              | Get up (Rattle)                                                                                | 20                                                                                             |
| 971 | 14 december      | Shermanology & R3hab                                                                           | Living 4 the city                                                                              | tip6                                                                                           |
| 972 | 21 december      | Avicii vs. Nicky Romero                                                                        | I Could Be the One                                                                             | 7                                                                                              |
| -   | 28 december      | Geen Dancesmash gekozen vanwege de Top 538 ter ere van het twintigjarig bestaan van Radio 538. | Geen Dancesmash gekozen vanwege de Top 538 ter ere van het twintigjarig bestaan van Radio 538. | Geen Dancesmash gekozen vanwege de Top 538 ter ere van het twintigjarig bestaan van Radio 538. |

1994 ·
1995 ·
1996 ·
1997 ·
1998 ·
1999 ·
2000 ·
2001 ·
2002 ·
2003 ·
2004 ·
2005 ·
2006 ·
2007 ·
2008 ·
2009 ·
2010 ·
2011 ·
2012 ·
2013 ·
2014 ·
2015 ·
2016 ·
2017 ·
2018 ·
2019 ·
2020 ·
2021 ·
2022 ·
2023 ·
2024 ·
2025